# ブレット・ローガン
ブレット・ローガンことチャールズ・ウィルバー・ローガン（Charles Wilber Rogan, 1893年7月28日 - 1967年3月4日）は、主に1920 - 1930年代にアメリカ合衆国のニグロリーグで活躍していた野球選手。主なポジションは投手。オクラホマ州オクラホマシティ生まれ。右投げ右打ち。"Bullet"（弾丸）の異名を持つカンザスシティ・モナークスの剛速球投手であり、強打者であった。

## 来歴・人物
プロとして野球を始めたのは、1911年にカンザス州カンザスシティのパレス・コルツというチームで、当時は捕手として試合に出ていた。同年12月に陸軍に入隊し、フィリピンやハワイのアフリカ系アメリカ人部隊（第25歩兵師団）に所属、軍の野球チームの中で投手を務めるようになり、その球威が評判となった。1917年は1年間軍を離れ、J.L.ウィルキンソンが所有していた多国籍の選手による野球チーム「オール・ネイションズ」でプレーをしていた。ニグロリーグに参加するのは1920年にカンザスシティ・モナークスに入団してからのことである。
モナークス入団当時ローガンは既に30歳を超えていたが、1922年から1925年の4年続けてニグロ・ナショナル・リーグの最多勝利投手となった。投手として投げない試合では外野手や二塁手として出場するなど器用な選手でもあった。打撃面では、1922年に47試合で13本の本塁打を放ち、また1924年には打率.411の成績を残す。同年のヒルデール・デイジーズとのニグロ・ワールドシリーズでの成績は、投手として4試合に登板し2勝1敗（防御率2.57）、打率.325であった。
翌1925年が活躍のピークで、投手として14勝を挙げ、またリーグ最多の奪三振を記録しただけでなく、打つ方でも.374の打率を残す。この年はセントルイス・スターズとプレーオフを争ったが、ローガンは相手を24イニング連続で無失点に抑えるなどで、10回戦制のシリーズを4連勝する。ところがローガンが膝を痛めて欠場すると、モナークスは残り6試合を6連敗してしまった。
同じ頃ローガンはキューバリーグや、カリフォルニア・ウインターリーグなどにも出場しており、キューバリーグでは1924/25年のリーグ戦を制し、またカリフォルニアリーグでは、1920年から1930年の間に130試合ほどに出場、投手として42勝14敗、打率.326で15本塁打などの記録を残している。
1926年からはホセ・メンデスの後をついでモナークスの監督を兼任するが、1928年の成績は10勝2敗、打率.358とまだまだチームを牽引する存在だった。この年以降は徐々に監督に専念し、時折外野手で出場する程度になっていったが、監督としても1929年に62勝17敗の戦績でモナークスをニグロ・ナショナルリーグ4度目の制覇に導いている。モナークスの監督は1938年まで務め、同年を最後に引退する。ある研究によると、ローガンの生涯通算成績は、セミプロや陸軍のチームでの試合をあわせ、350勝、2000奪三振、2500安打、350本塁打、500盗塁は記録していたとされている。引退した後は、1946年までリーグの審判を務め、その後郵便局員として働いていたという。1967年にカンザスシティにて死去。1998年にベテランズ委員会によりアメリカ野球殿堂入り。

## 記録・表彰等
- ニグロリーグでの通算成績：151勝65敗、打率.348、62本塁打
- メジャーリーグとの対戦での通算打率：.370